# Спортивна зброя
Спорти́вна збро́я — вид зброї, що призначається для проведення спортивних змагань та підготовки спортсменів і виконання ними кваліфікаційних нормативів.

## Класифікація спортивної зброї
- вогнепальна короткоствольна та довгоствольна нарізна зброя;
- вогнепальна довгоствольна гладкоствольна зброя;
- довгоствольна та короткоствольна пневматична зброя;

## Законодавча регламентація в Україні
В Україні параметри використання спортивної зброї визначаються Законом України «Про фізичну культуру і спорт».